# Нова Павлівка (Саратовська область)
Нова Павлівка (рос. Новая Павловка) — село у Вольському районі Саратовської області Російської Федерації.
Населення становить 57 осіб. Належить до муніципального утворення Міждріченське муніципальне утворення.

## Історія
Населений пункт розташований у межах українського історичного та культурного регіону Жовтий Клин.
Від 23 липня 1928 року в складі Вольського округу Нижньо-Волзького краю. Орган місцевого самоврядування від 2004 року — Міждріченське муніципальне утворення.

## Населення
| 2010 |
| ---- |
| 57   |